# Servaea incana
Espèce
Synonymes
- Plexippus incanus Karsch, 1878
- Scaea vestita L. Koch, 1879
- Plexippus validus Urquhart, 1893
- Cytaea morrisoni Dunn, 1951

Servaea incana est une espèce d'araignées aranéomorphes de la famille des Salticidae.

## Distribution
Cette espèce est endémique d'Australie. Elle se rencontre en Nouvelle-Galles du Sud, au Queensland, en Australie-Occidentale et en Tasmanie.

## Description

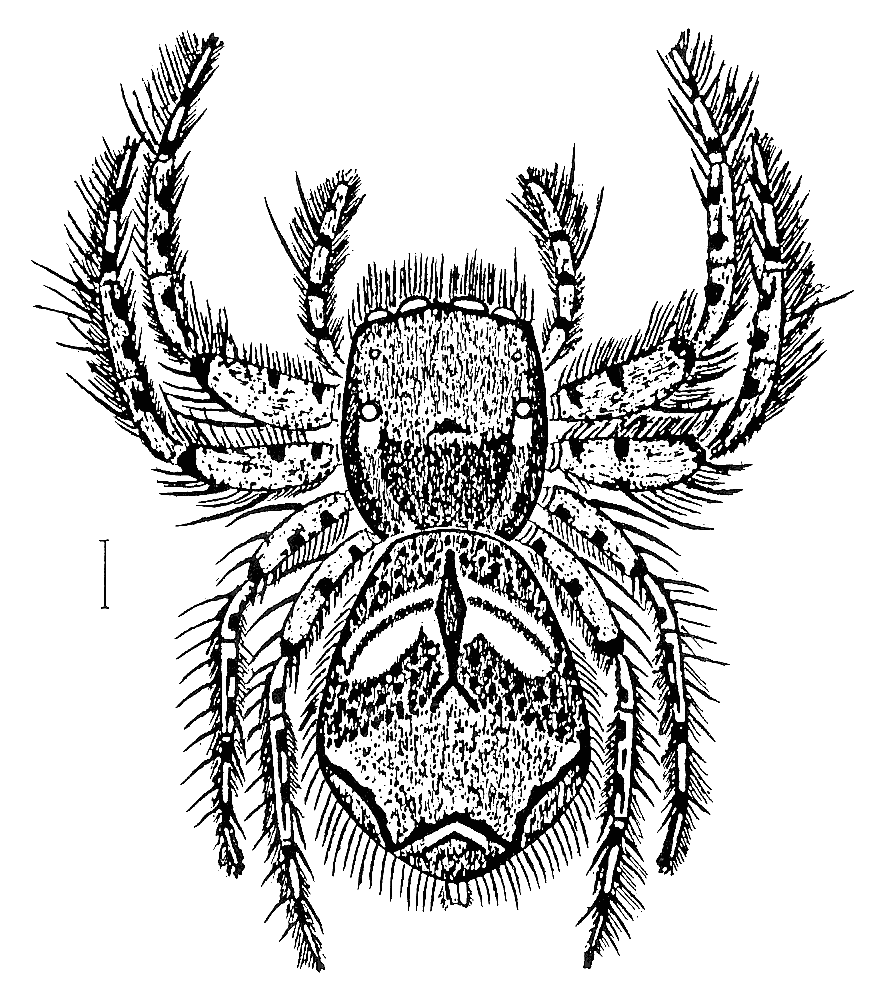
Servaea incana ♀

Servaea incana ♂

La carapace des mâles mesure de 2,91 à 4,77 mm de long sur de 2,30 à 3,59 mm et l'abdomen de 3,22 à 4,58 mm de long et la carapace des femelles mesure de 2,97 à 4,27 mm de long sur de 2,29 à 3,34 mm et l'abdomen de 3,41 à 6,19 mm de long.

## Systématique et taxinomie
Cette espèce a été décrite sous le protonyme Plexippus incanus par Karsch en 1878. Elle est placée dans le genre Servaea par Żabka en 1991.
Plexippus validus a été placée en synonymie par Żabka en 1991.
Scaea vestita a été placée en synonymie par Richardson et Gunter en 2012, relevée de synonymie par Prószyński en 2017 puis replacée en synonymie par Richardson en  2022.
Cytaea morrisoni a été placée en synonymie par Richardson en  2022.

## Publication originale
- Karsch, 1878 : « Diagnoses Attoidarum aliquot novarum Novae Hollandiae collectionis Musei Zoologici Berolinensis. » Mitteilungen der Münchener Entomologischen Verein, vol. 2, p. 22-32 (texte intégral).